# Robert Gordon
Robert Gordon (født 29. marts 1947, død 18. oktober 2022) var en amerikansk rockabilly-musiker. Han startede som soloartist i 1976. Vazelina Bilopphøggers blev dannet på baggrund af albummet Rock Billy Boogie som blev udgivet samme år som bandet blev startet, i 1979.
Han spillede bl.a. i bandet Tuff Darts.

## Diskografi
- Robert Gordon with Link Wray (1977)
- Too fast to live too young to die (1977)
- Fresh fish special (1978)
- Rock billy boogie (1978)
- Bad boy (1979)
- Are you gonna be the one (1980)
- Live at the lone star (1989)
- Greetings from New York City (1991)
- All for the love of rock 'n' roll (1994)
- Satisfied mind (2004)
- Robert Gordon (2005)
- Rockin' the paradiso (2006)